# Sphodromerus
Sphodromerus is een geslacht van rechtvleugeligen uit de familie veldsprinkhanen (Acrididae). De wetenschappelijke naam van dit geslacht is voor het eerst geldig gepubliceerd in 1873 door Stål.

## Soorten
Het geslacht Sphodromerus omvat de volgende soorten:
- Sphodromerus atakanus Ramme, 1951
- Sphodromerus calliptamoides Uvarov, 1943
- Sphodromerus coerulans Werner, 1908
- Sphodromerus cruentatus Krauss, 1902
- Sphodromerus decoloratus Finot, 1894
- Sphodromerus gilli Uvarov, 1929
- Sphodromerus inconspicuus Schulthess Schindler, 1894
- Sphodromerus indus Soomro & Wagan, 2005
- Sphodromerus kaltenbachi Harz, 1987
- Sphodromerus luteipes Uvarov, 1933
- Sphodromerus marmaricus Capra, 1929
- Sphodromerus occidentalis Chapman, 1937
- Sphodromerus pantherinus Krauss, 1902
- Sphodromerus pilipes Jaus, 1891
- Sphodromerus platynotus Kevan, 1967
- Sphodromerus rathjensi Uvarov, 1936
- Sphodromerus reducta Kevan, 1967
- Sphodromerus sacer Giglio-Tos, 1893
- Sphodromerus sanguiniferus Rehn, 1901
- Sphodromerus scriptipennis Walker, 1870
- Sphodromerus serapis Serville, 1838
- Sphodromerus somali Uvarov, 1943
- Sphodromerus starcki Harz, 1985
- Sphodromerus tuareg Uvarov, 1943
- Sphodromerus undulatus Kirby, 1914